# 何迟
何迟（1922年—1992年），原名赫裕昆，曾用名赫赤、何大，男，满族，北京人，中国曲艺作家、剧作家，曾任中国曲艺家协会理事。